# Spijtouder
Een spijtouder is een ouder die spijt heeft van het krijgen van kinderen. Hoewel spijtouders van hun kinderen houden, hebben zij het gevoel dat het ouderschap niet aan hun verwachtingen voldoet of dat het hen minder geluk en vervulling brengt dan ze hadden verwacht of gehoopt.

## Achtergrond
Redenen waarom mensen spijt hebben van het ouderschap zijn divers. Deze hebben te maken met onder meer de fysieke, emotionele en financiële lasten van het ouderschap, of het verlies van persoonlijke vrijheid en tijd voor zichzelf. Bij het stuklopen van een relatie wordt de kans op ouderspijt verhoogd. Ook financiële moeilijkheden, jeugdtrauma bij de ouders, mentale problemen, de omstandigheden waarin mensen ouders werden, het aantal kinderen, conflicten tussen de partners en problemen met stressregulatie kunnen leiden tot ouderspijt. Ouderspijt kan vervolgens ook weer leiden tot het ontwikkelen van psychische klachten. Volgens de Amerikaanse psychotherapeut Yael Goldstein-Love gaan sommige ouders door een rouwperiode als zij een kind hebben gekregen waarin zij afscheid nemen van hun oude leven.
Uit onderzoek kwam naar voren dat een op de veertien Amerikaanse ouders (7%) aangaf geen kinderen te willen als ze opnieuw deze keuze mochten maken. In Duitsland lag dat percentage op 8%, in Polen op 13,6%. Een studie van de Rutgers-universiteit concludeerde dat veel spijtouders kozen voor het ouderschap, omdat ze bang waren dat ze iets zouden missen. Sommige ouders, met name vrouwen, geven aan dat zij het gevoel hebben geen of te weinig invloed hadden op de keuze voor het krijgen van kinderen.

### Spijtmoeders
Vanwege de heersende sociale norm omtrent ouderschap worden mensen die daarbuiten vallen gemarginaliseerd en gestigmatiseerd. Volgens gedrags- en evolutiebioloog Carel van Schaik en historicus Kaj Michel worden vrouwen automatisch vereenzelvigd met de rol van moeder. Volgens de Emancipatiemonitor van het CBS lukt het veel heterostellen het daarbij niet om de zorg voor de kinderen op een gelijke manier te verdelen, waardoor het gros van de zorg op de schouders van de vrouw terecht komt. Vrouwen die aangeven spijt te hebben van het moederschap worden soms omschreven als egoïstisch en worden slechte moeders genoemd.